# Sara-Ostrov
Sara-Ostrov är en ort i Azerbajdzjan.   Den ligger i distriktet Lənkəran Rayonu, i den sydöstra delen av landet, 190 km sydväst om huvudstaden Baku. Antalet invånare är 4 876.
Terrängen runt Sara-Ostrov är mycket platt. Trakten är tätbefolkad. Närmaste större samhälle är Lankaran, 12,5 km söder om Sara-Ostrov.